# 't Zweerd
 't Zweerd is een straatnaam in Brugge.

## Beschrijving
Toen de brouwerij Van der Ghote, met de handelsnaam 't Zweerd, die minstens sinds de 16de eeuw bestond, in 1972 ophield, werden de brouwerswoning en de brouwerijgebouwen aangekocht door de stad Brugge en overgedragen aan de Brugse Maatschappij voor sociale huisvesting.
De oude gevels van de brouwerij, vanaf de Witteleertouwersstraat, over de Engelstraat tot aan de Zwarteleertouwersstraat werden bewaard, terwijl de vervallen achterliggende gebouwen werden gesloopt. Ook de brouwerswoning werd bewaard. Er werden sociale woningen en appartementen gebouwd of in ingericht. Het kleine binnenplein dat werd gecreëerd kreeg de straatnaam 't Zweerd.
't Zweerd loopt van de Engelstraat naar de Zwarteleertouwersstraat.